# FPSO Akpo (schip, 2007)
De Akpo FPSO is een moderne FPSO dat zijn naam dankt aan het Akpo-olie- en gasveld voor de kust van Nigeria.

## Functie
De Akpo FPSO is medio 2005 besteld door Total Upstream Nigeria Ltd na de succesvolle ontwikkelingen van het Akpo olie- en gasveld. Het veld ligt 200 km ten zuiden van Port Harcourt bij de Nigeriaanse kust in West-Afrika. Het schip ligt permanent aangemeerd bij een zeediepte van 1325 meter in het Akpo-veld op Oil Mining Licence (OML) 130. De verwachte levensduur van het veld is 20 jaar.

## Bouw
De bouw was toevertrouwd aan een consortium met onder andere het Franse Technip en het Koreaanse Hyundai Heavy Industries (HHI). Technip is de projectmanager en maakte de ontwerpen. HHI was verantwoordelijk voor de constructie en de bouw van de romp en de integratie van de topside modules. In januari 2007 werd de romp, met een gewicht van 36.000 ton, bij de Hyundai Samho Heavy Industries (HSHI) Mokpo werf te water gelaten. Sommige onderdelen werden pas geïnstalleerd nadat het schip in Nigeria was aangekomen. De totale contractwaarde van het schip lag rond de $850 miljoen en de FPSO werd officieel in gebruik genomen op 3 juni 2009.

## Technische gegevens
Het schip is 310 m lang, 61 m breed en heeft accommodatie voor 240 man. Het is verbonden met 44 putten in de zeebodem, waarvan 22 productieputten en de overige worden gebruikt om water of gas te injecteren om de druk in het veld op het gewenste peil te houden. De Akpo heeft een opslagcapaciteit van 2 miljoen vaten olie. Op het dek is plaats voor 17 modules, waaronder 2 eenheden voor de scheiding van olie en water.
De Akpo FPSO produceert 225.000 vaten ruwe olie, waarvan 80% condensaat, en 15 miljoen m³ gas per dag. De olie wordt via een boei op 2 km van het schip in shuttletankers gepompt. Het gas wordt via een 150 km lange pijpleiding via Amenam naar de LNG-productie-eenheid op Bonny Island gepompt.